# Phenacomys
Phenacomys là một chi động vật có vú trong họ Cricetidae, bộ Gặm nhấm. Chi này được Merriam miêu tả năm 1889. Loài điển hình của chi này là Phenacomys intermedius Merriam, 1889.

## Các loài
Chi này gồm các loài: